# Duntisbourne Abbots
Duntisbourne Abbots é uma paróquia e aldeia do distrito de Cotswold, no condado de Gloucestershire, na Inglaterra. De acordo com o Censo de 2011, tinha 225 habitantes. Tem uma área de 9,43 km².